# Крістіан Куаме
Крістіан Куаме (фр. Christian Kouamé, нар. 6 грудня 1997, Бінжервіль) — івуарійський футболіст, нападник італійської «Фіорентіни» і національної збірної Кот-д'Івуару. На умовах оренди грає за «Емполі».

## Клубна кар'єра
Народився 6 грудня 1997 року в івуарійському Бінжервілі. 2013 року був запрошений до Італії, де змінив академії декількох клубів.
У дорослому футболі дебютував 2015 року виступами за команду «Прато» у третьому італійському дивізіоні. 
Згодом протягом 2016—2018 років захищав кольори клубу «Читтаделла» із Серії B.
Своєю грою за останню команду привернув увагу представників тренерського штабу «Дженоа», у команді якої дебютував в іграх Серії A. За півтора роки в генуезькому клубі взяв участь у 49 іграх чемпіонату, відзначившись дев'ятьма голами.
31 січня 2020 року на правах оренди з подальшим обов'язковим викупом перейшов до  «Фіорентини», де став гравцем резерву. А в сезоні 2020/21 вже стабільно виходив на поле у стартовому складі «фіалок».
21 серпня 2021 року був орендований бельгійським «Андерлехтом».

## Виступи за збірні
Восени 2019 року дебютував в офіційних матчах у складі національної збірної Кот-д'Івуару.
| Дата       | Місто     | Господарі            | Результат | Гості        | Турнір                                        | Голи | Примітки |
| ---------- | --------- | -------------------- | --------- | ------------ | --------------------------------------------- | ---- | -------- |
| 13-10-2019 | Ам'єн     | Кот-д'Івуар          | 3 – 1     | ДР Конго     | товариський матч                              | -    | 90+2'    |
| 8-10-2020  | Брюссель  | Бельгія              | 1 – 1     | Кот-д'Івуар  | товариський матч                              | -    | 74'      |
| 13-10-2020 | Утрехт    | Японія               | 1 – 0     | Кот-д'Івуар  | товариський матч                              | -    | 40'      |
| 26-3-2021  | Ніамей    | Нігер                | 0 – 3     | Кот-д'Івуар  | Відбір до Кубка африканських націй 2021       | -    | 58'      |
| 5-6-2021   | Абіджан   | Кот-д'Івуар          | 2 – 1     | Буркіна-Фасо | товариський матч                              | -    | 84'      |
| 11-6-2021  | Кейп-Кост | Гана                 | 0 – 0     | Кот-д'Івуар  | товариський матч                              | -    | 73'      |
| 6-9-2021   | Абіджан   | Кот-д'Івуар          | 2 – 1     | Камерун      | Відбір до ЧС 2022                             | -    | 69' 81'  |
| 8-10-2021  | Совето    | Малаві               | 0 – 3     | Кот-д'Івуар  | Відбір до ЧС 2022                             | -    | 71'      |
| 11-10-2021 | Котону    | Кот-д'Івуар          | 2 – 1     | Малаві       | Відбір до ЧС 2022                             | -    | 74'      |
| 16-11-2021 | Яунде     | Камерун              | 1 – 0     | Кот-д'Івуар  | Відбір до ЧС 2022                             | -    | 83'      |
| 12-1-2022  | Дуала     | Екваторіальна Гвінея | 0 – 1     | Кот-д'Івуар  | Кубок африканських націй 2021 - груповий етап | -    | 82'      |
| 16-1-2022  | Дуала     | Кот-д'Івуар          | 2 – 2     | Сьєрра-Леоне | Кубок африканських націй 2021 - груповий етап | -    | 72'      |
| 3-6-2022   | Ямусукро  | Кот-д'Івуар          | 3 – 1     | Замбія       | Відбір до Кубка африканських націй 2023       | 1    | 87'      |
| 9-6-2022   | Совето    | Лесото               | 0 – 0     | Кот-д'Івуар  | Відбір до Кубка африканських націй 2023       | -    |          |
| 24-9-2022  | Руан      | Кот-д'Івуар          | 2 – 1     | Того         | товариський матч                              | -    | 62'      |
| 16-11-2022 | Марракеш  | Кот-д'Івуар          | 4 – 0     | Бурунді      | товариський матч                              | -    | 68'      |
| 19-11-2022 | Марракеш  | Кот-д'Івуар          | 1 – 2     | Буркіна-Фасо | товариський матч                              | -    | 61'      |
| Усього     |           | Матчів               | 17        |              | Голів                                         | 1    |          |

## Титули і досягнення
- Переможець Кубка африканських націй: 2024